# 탈론 e스포츠
탈론 e스포츠(Talon Esports)는 홍콩의 종합 프로게임단이다.

## 연혁
- 2017년 3월 16일 : 오버워치 부문 창단
- 2019년 9월 26일 : 레인보우 식스 시즈 부문 창단
- 2019년 12월 18일 : 리그 오브 레전드 부문 창단
- 2019년 12월 18일 : 클래시 로얄 부문 창단
- 2020년 6월 18일 : 파리 생제르맹 FC e스포츠와 네이밍 스폰서십 체결로 PSG Talon으로 팀명 변경 (LoL)
- 2020년 하반기 : 해체 (클래시 로얄)
- 2021년 11월 17일 : 도타 2 부문 창단
- 2022년 3월 3일 : 발로란트 부문 창단
- 2022년 9월 29일 : 해체 (오버워치)

## 소속 선수

### 리그 오브 레전드
- 감독 : 청핀룬
- 코치 : 중천화
- 전력분석관 : 이상훈

| 이름       | 소환사명 | 포지션  | 비고 |
| ---------- | -------- | ------- | ---- |
| 황상치     | Azhi     | 탑      |      |
| 황쯔웨이   | HuSha    | 정글    |      |
| 위준지     | JunJia   | 정글    |      |
| 천창쥐     | ubao     | 미드    |      |
| 궈베이이   | HongSuo  | 미드    |      |
| 저우웨이양 | Wako     | AD 캐리 |      |
| 린홍위     | Woody    | 서포터  |      |

### 발로란트
- 감독 : 유타나곤 카우콩야
- 코치 : 인무근

| 이름 | 아이디 | 비고 |
| ---- | ------ | ---- |
|      |        |      |
|      |        |      |
|      |        |      |
|      |        |      |
|      |        |      |
|      |        |      |

## 주요 성적

### 오버워치
- 2018 오버워치 컨덴더스 퍼시픽 시즌 1 8강
- 2018 오버워치 컨덴더스 퍼시픽 시즌 2 우승
- 2018 오버워치 컨덴더스 퍼시픽 시즌 3 8강
- 2019 오버워치 컨덴더스 트라이얼 코리아 시즌 1 7위
- 2019 오버워치 컨덴더스 퍼시픽 시즌 1 우승
- 2019 오버워치 컨덴더스 퍼시픽 쇼다운 4위
- 2019 오버워치 컨덴더스 퍼시픽 시즌 2 우승
- 2019 오버워치 컨덴더스 건틀릿 공동 5위
- 2020 오버워치 컨덴더스 퍼시픽 시즌 1 우승
- 2020 오버워치 컨덴더스 코리아 시즌 2 4강
- 2021 오버워치 컨덴더스 코리아 시즌 1 준우승
- 2021 오버워치 컨덴더스 코리아 시즌 2 준우승

### 리그 오브 레전드
- 리그 오브 레전드 퍼시픽 챔피언십 시리즈 2020 스프링 우승
- 미드 시즌 쇼다운 2020 우승
- 리그 오브 레전드 퍼시픽 챔피언십 시리즈 2020 서머 준우승
- 리그 오브 레전드 월드 챔피언십 2020 12위
- 리그 오브 레전드 퍼시픽 챔피언십 시리즈 2021 스프링 우승
- 미드 시즌 인비테이셔널 2021 4위
- 리그 오브 레전드 퍼시픽 챔피언십 시리즈 2021 서머 우승
- 리그 오브 레전드 월드 챔피언십 2021 공동 9위
- 리그 오브 레전드 퍼시픽 챔피언십 시리즈 2022 스프링 우승
- 미드 시즌 인비테이셔널 2022 5위

### 발로란트
- 2022 발로란트 챌린저스 필리핀 스테이지 2 오픈 예선 5-6위
- 광주 이스포츠 시리즈: 아시아 준우승
- 발로란트 챔피언스 투어 2023 락인 8강